# Эберле, Лукас
Лукас Эберле (нем. Lucas Eberle; 13 октября, 1990) — лихтенштейнский футболист, играющий тренер клуба «Шан». Игрок национальной сборной Лихтенштейна.

## Клубная карьера
Воспитанник «Вадуца». Профессиональную карьеру начал в «Бальцерсе». После не очень удачного сезона в «Эшен-Маурене» вернулся на «Райнау», где и играет по сей день.

## Карьера в сборной
Играл за молодежную сборную княжества, в возрасте 19 лет был вызван в старшую сборную и провел полный матч против Уэльса.

## Личная жизнь
По профессии — офисный работник. Любит кататься на лыжах. Есть младший брат, тоже защитник «Бальцерса» и национальной сборной Фабиан Эберле. Номинировался на лихтенштейнскую премию «Молодой футболист года», но её забрал Давид Хаслер.